# Alcyonium hibernicum
Alcyonium hibernicum is een zachte koraalsoort uit de familie van de lederkoralen (Alcyoniidae). De koraalsoort komt uit het geslacht Alcyonium. Alcyonium hibernicum werd in 1931 voor het eerst wetenschappelijk beschreven door Renouf.

## Beschrijving
Dit kleine zachte koraal vormt typisch Alcyonium-achtige vingers tot 40 mm hoog. Het is roze van kleur, met witte vlekken op de tentakels. Van deze soort is het bekend dat ze larven produceren die zich dicht bij de ouderkolonie vestigen, wat resulteert in een zeer lokale verspreiding.

## Verspreiding
Deze koraalsoort is zeer lokaal aan de westkust van de Britse Eilanden, noordelijk tot Mull, westelijk Schotland. Kan op geschikte plaatsen vrij algemeen voorkomen. Wordt met name gevonden op plaatsen die enigszins beschut zijn tegen sterke golfslag en uit het licht. Bijvoorbeeld op rotsen met weinig algengroei, onder uitsteeksels, in spleten, grotten, op wrakken, enzovoort. Dieptebereik van 0 tot 35 meter. Kan voorkomen in gesloten situaties zoals zeearmen (loughs) waar het zoutgehalte enigszins is verminderd.